# Штайф, Маргарет
Маргарет Штайф (24 июля 1847 года — 9 мая 1909 года) — немецкая швея, которая в 1880 году основала компанию Margarete Steiff GmbH (более известную как Steiff) по производству мягких игрушек.

## Биография
Маргарет родилась в Гингене, в королевстве Вюртемберг (Германская империя) в семье строительного подрядчика. В возрасте 1,5 лет она заразилась полиомиелитом, в результате чего у неё были парализованы обе ноги и отнялась правая рука. В то время эта болезнь была «приговором», люди с такой инвалидностью, как правило, не выходили из домов и оставались малоактивными. Однако девочка не хотела мириться с этим. Её старшие сёстры на самодельной тележке отвозили Маргарет в школу, где девочка стала лидером и придумывала разные игры. После окончания школы её старшие сёстры открыли маленькое ателье, и она сама решила стать швеёй.
В 17 лет она не только выучилась на швею, но и стала хорошо играть на цитре. Обучая других людей играть на этом инструменте, она заработала на швейную машину и стала шить одежду. В 1877 году Штайф открыла собственный магазин войлочных изделий, где производились в основном нижние юбки и детские пальто. Однажды в одном журнале Маргарет увидела выкройку фигурки слона и решила сшить 8 слонят-игольниц, рассчитывая продать их недорого, в качестве оригинального подарка на Рождество. Партию игрушек из фетра и овечьей шерсти быстро раскупили, после рождественских каникул люди продолжали приходить в магазин с желанием купить этих слонов.

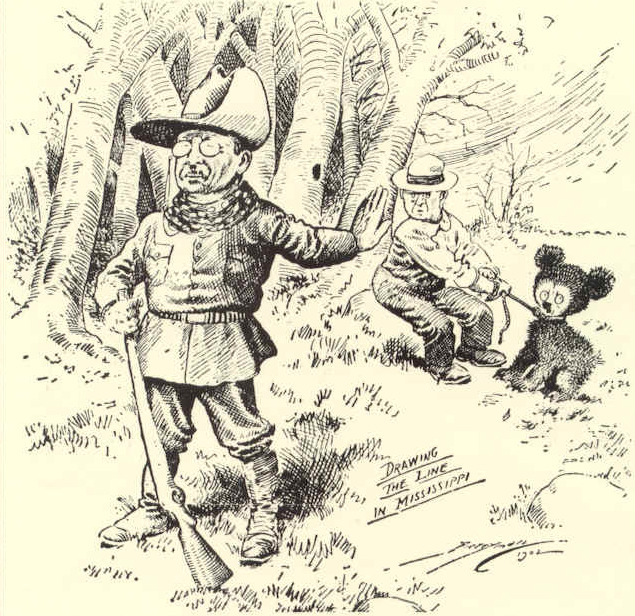
Карикатура К. Берримена на отказавшегося застрелить медвежонка Теодора Рузвельта

Маргарет стала делать мягких слонов, и они стали хорошо раскупаться. Ателье начало производить игрушечных зайцев, поросят, кошек, мышей и жирафов. Игрушки выглядели очень добрыми и уютными, продажи компании шли в гору. Семейная фирма Steiff, которую ещё в 1880 году зарегистрировала Маргарет, отказалась от производства одежды и сосредоточилась исключительно на мягких игрушках. С каждым годом дела шли всё лучше и лучше, ассортимент расширялся, а продажи росли. В 1897 году на фабрику Steiff пришёл взрослый племянник Маргарет Штайф, художник-дизайнер Рихард. Он сразу же начал разработки новых кукол, и вскоре создал первого подвижного плюшевого медведя. У него прекрасно двигались все лапы и голова, кроме того, он мог стоять на задних лапах. Изначально плюшевый мишка был не слишком популярен. Однако в 1902 году во всей Европе стала известна история об американском президенте Теодоре Рузвельте, который якобы отказался застрелить маленького медвежонка на охоте. Эта история вызвала большой фурор, спрос на игрушечных медведей резко вырос, в том числе и на продукты компании Steiff, мишки которых отличались особым качеством. Их стали продавать в США, где мишек называли «Тедди», в честь Теодора Рузвельта. Президенту США так понравились мишки, что он стал противником охоты на медведей.
Теперь, когда марка Steiff стала всемирным брендом, работа на фабрике шла очень активно. Маргарет Штайф часто спускалась в цех, чтобы поработать за машинкой вместе со своими подчинёнными. Она и совладельцы фабрики делали всё возможное, чтобы их подчинённым было удобно и комфортно на рабочем месте. Для борьбы с подделками к левому уху медвежат начали пришивать пуговицу с логотипом компании. Это стало её фирменным знаком — «Knopf im Ohr».
Маргарет Штайф умерла в 1909 году. Её фирма продолжила существование, медведи производства Steiff продаются на аукционах за большие деньги и очень ценятся коллекционерами.